# Scraptia immatura
Scraptia immatura es una especie de coleóptero de la familia Scraptiidae.

## Distribución geográfica
Habita en Australia.